# Bezwodnik octowy
Bezwodnik octowy, (CH
3CO)
2O – organiczny związek chemiczny z grupy bezwodników kwasowych, bezwodnik kwasu octowego.
W temperaturze pokojowej jest to bezbarwna ciecz o ostrym zapachu octu (produkt reakcji bezwodnika z parą wodną z powietrza). Zapach bezwodnika octowego różni się nieznacznie od kwasu octowego – jest bardziej drażniący.

## Otrzymywanie
Otrzymywany jest w wyniku utleniania aldehydu octowego, można go także uzyskać poprzez kondensację kwasu octowego:
2CH
3COOH → (CH
3CO)
2O + H
2O
lub przez ogrzewanie octanu sodu z chlorkiem acetylu:
CH
3COCl + CH
3COONa → (CH
3CO)
2O + NaCl

## Hydroliza
Bezwodnik octowy rozpuszcza się w wodzie do stężenia około 2,6% (wagowo). Jego wodne roztwory mają niską stabilność, gdyż bezwodnik reaguje z wodą (hydrolizuje), wskutek czego powstaje kwas octowy, podczas reakcji:
(CH
3CO)
2O + H
2O → 2CH
3COOH

## Zastosowanie
Stosowany jako środek acetylujący, np. do otrzymywania kwasu acetylosalicylowego, octanu celulozy, włókien sztucznych (poli(octan winylu), błony filmowe, taśmy magnetofonowe), barwników, materiałów wybuchowych, ale także heroiny. Z uwagi na te dwa ostatnie zastosowania bezwodnik octowy znajduje się na liście substancji objętych obrotem kontrolowanym.